# John David Smith
John David „Jack“ Smith (* 3. März 1899 in Cambray, Ontario; † 29. September 1973 in Scarborough, Ontario) war ein kanadischer Ruderer, der 1924 Olympiazweiter mit dem Achter war.
John David Smith ruderte für die Varsity Blues, das Sportteam der University of Toronto. Der Achter aus Toronto belegte im Vorlauf der Olympischen Spiele 1924 in Paris den zweiten Platz hinter dem Achter der Yale University, der die Vereinigten Staaten vertrat. Die drei Boote, die ihren Vorlauf gewonnen hatten, erreichten das Finale, zusätzlich traten die Kanadier als Sieger des Hoffnungslaufs im Finale an. Im Finale siegte der Yale-Achter mit über 15 Sekunden Vorsprung vor den Kanadiern, dahinter gewannen die Italiener die Bronzemedaille.